# Варуша (квартал)
Варуша (изопачено от вароша) е един от най-старите квартали във Велико Търново. Разположен е под Картал баир (или хълм Орловец) и над Самоводската чаршия, на изток граничи с пътя за Русе от паметника Велчова завера.

## История
Варуша възниква след разрастването на града през XIX век.
През 1858 година е построен Хан на хаджи Николи. В кварталът са съществували още десетки ханове и странноприемници. Самоводската чаршия, се намира в южната част на квартала и е едно от най-големите тържища, в следосвобожденско Търново. Известно е, че в квартала са построени първите сгради на Многопрофилната болница и сградата на пожарната. В началото на века е построена сградата на училище „Йосиф I“.
Сред забележителните сгради в Търново е сградата на музей „Възраждане и Учредително събрание“ (построен през 1872 г. на мястото на стария конак от този комплекс бил запазен само затвора) построена през 1872 г. от майстор Колю Фичето изцяло разрушена при пожар 1906 г. и възстановена, където по-късно се провежда Учредителното събрание. През 1909 г. е построена сградата на мъжката или 1-ва гимназия до портата на Царевец, която е създадена през 1858 г. През 1935 г. е построена сградата на Старопрестолна гимназия по икономика. До сградата на учредителното събрание е построена сграда, в която започва да се помещава Народната библиотека „Петко Р. Славейков“ през 1954 г. Същата сграда е част от целия комплекс на историческия музей.
В Пътеводител на Велико Търново от 1907 г. се казва: "При увеличаване числото на българите от раждания или по-често от прииждания от другаде (из балканските села), за тия се позволи да си строят къщи само на запад от стария град, по урвата, която прави продължение от Орлов връх, т. нар. „Картал-баир“, и която бе наречена „Варуш“. Освобождението завари българските махали да се простират на запад от Градския дом до бариерата при Дервентските порти и малко по-насам от „Паметника“/Паметника на обесените/, от където, като се тегли линия (~ север-юг) нагоре към църквата „Св. Атанас“ и надолу към чешмата „Дервишка“, ще се получи западната черта на града. Вън от тази черта се почваше Марното поле, върху което нямаше никакви постройки. Нагоре от „Паметника“ имаше турски гробища, близко до които, на тъй нареченото „Хорище“, погребваха обесените български въстаници".

## Църкви
- „Рождество Богородично“
- „Свети Спас“
- „Св. св. Константин и Елена“
- „Свети Николай“
- „Свети Кирил и Методий“

## Личности
- Емилиян Станев
- Архитект Константин Тотев
- Петко Славейков